# Cyflumetofen
Cyflumetofen is een acaricide voor de bestrijding van spint. Het is effectief tegen de bonenspintmijt of rode spintmijt (Tetranychus urticae) en andere soorten Tetranychidae.
Cyflumetofen is de ISO-benaming voor 2-methoxyethyl(RS)-2-(4-tert-butylfenyl)-2-cyano-3-oxo-3-(α,α,α-trifluor-o-tolyl)propionaat. Het commercieel product is een racemisch mengsel van twee enantiomeren.

## Toepassingen
Cyflumetofen is effectief bij alle stadia van de ontwikkeling van de mijten, van eitjes tot volwassen exemplaren. Het is een celademhalingsinhibitor, die ingedeeld is als Mitochondria complex II electron transport inhibitor. Mijten die in contact komen met de stof verliezen na enkele uren hun bewegingsvermogen en raken uiteindelijk volledig verlamd.
Cyflumetofen is ontwikkeld door het Japanse bedrijf Otsuka Chemical Co., nu Otsuka AgriTechno Co. Ltd. In Japan is cyflumetofen in november 2007 op de markt gebracht; de merknaam is Danisaraba. Het wordt er gebruikt op fruitbomen, groenten, tee en sierplanten. Buiten Japan heeft BASF plannen voor de introductie van het middel in de producten Nealta (voor fruitbomen, sierplanten) en Sultan (voor sierplanten, boomkwekerijen, openbaar groen). Nealta zou in 2014 in de Verenigde Staten op de markt moeten komen.

## Regelgeving
Cyflumetofen is met ingang van 1 juni 2013 goedgekeurd als werkzame stof door de Europese Commissie. De aanvraag van Otsuka AgriTechno had enkel betrekking op het gebruik van de stof op niet-voedingsteelten, zoals in boomkwekerijen, op sierplanten en openbaar groen.

## Toxicologie en veiligheid
Cyflumetofen is matig tot weinig toxisch; het kan wel de huid sensitiseren. De risico's van de stof voor zoogdieren en andere gewervelde dieren worden laag ingeschat, evenals die voor honigbijen en andere niet-schadelijke ongewervelde dieren zoals roofmijten.